# George Lascelles
George Lascelles, né le 7 février 1923 à Londres, mort le 11 juillet 2011 dans sa maison de Harewood House, à Leeds (Yorkshire de l'Ouest) en Grande-Bretagne, 7e comte de Harewood, est un membre de la famille royale britannique.
Il est le premier petit-fils du roi George V.
Il est mondialement connu pour sa vaste érudition musicale et sa contribution à la connaissance de l'opéra[réf. nécessaire].

## Biographie
George Lascelles est le fils aîné de Henry Lascelles (1882-1947), vicomte Lascelles puis 6e comte de Harewood, et de la princesse royale Mary de Grande-Bretagne, seule fille du roi George V et de la reine Mary. Premier né de sa génération, il est le neveu le plus âgé du roi George VI et le cousin germain de la reine Élisabeth II. À sa naissance, il est sixième dans l'ordre de succession au trône britannique.
D'abord éduqué à Ludgrove School, le jeune vicomte Lascelles poursuit ses études à Eton et au King's College de Cambridge, puis entre au régiment des Grenadiers de la garde où il atteint le rang de capitaine.
Lors de la Seconde Guerre mondiale, il combat en Italie où il est capturé et d'où il est envoyé à la forteresse de Colditz. Dans cet oflag, Lascelles, amateur d'opéra depuis sa jeunesse, a le temps d'apprendre par cœur le Grove Dictionary of Music and Musicians « jusqu'à la lettre T ». Adolf Hitler signe son exécution en mars 1945 mais il est sauvé par un général de la SS qui prévoit la chute imminente des nazis et le fait passer en Suisse.
Après la guerre, il hérite du titre de comte de Harewood à la mort de son père en 1947. Il occupe le poste de conseiller d'État en 1947, 1953-1954 et 1956. Le 7 février 1956, jour de son trente-troisième anniversaire, George Lascelles, 7e comte de Harewood, prend siège à la Chambre des lords.

## Famille
En 1949, Lord Harewood demande au roi, son oncle, — comme il est d'usage dans la famille royale depuis 1772 — l'autorisation d'épouser la pianiste autrichienne Marion Stein, fille du compositeur Erwin Stein, élève de Schoenberg. Il naît trois enfants de ce mariage célébré le 29 septembre 1949 :
- David Lascelles (8e comte de Harewood), né le 21 octobre 1950
- L'Honorable James Lascelles, né le 5 octobre 1953
- L'Honorable Jeremy Lascelles, né le 14 février 1955.

Ce mariage est sérieusement ébranlé en 1959 lorsque Lord Harewood rencontre un mannequin australien, Patricia Tuckwell dite « Bambi », et sœur du corniste Barry Tuckwell. De cette rencontre naît un fils, Mark Hubert Lascelles, le 4 juillet 1964 (du fait de sa naissance hors mariage, cet enfant est exclu de la succession au trône et aux titres de son père).
Durant les trois premières années, tout le monde ignore l'existence de ce fils. En 1967, Lady Harewood entame cependant une procédure de divorce et Lord Harewood doit demander à sa cousine la permission de divorcer pour épouser Patricia Tuckwell. La reine Elizabeth commence par refuser mais, après consultation de ses conseillers privés, accède à sa demande. Elle exige cependant qu'il se marie à l'étranger, ce qu'il fait à New Canaan, dans l'état du Connecticut (États-Unis), le 31 juillet 1967.
Le divorce et le remariage du comte de Harewood entraînent son éloignement de la cour. Il n'est pas invité aux funérailles de son oncle, le duc de Windsor, en juin 1972. Lui et sa seconde femme ne sont pas plus conviés au mariage de la princesse Anne, en novembre 1973. Il est par ailleurs contraint de prendre une retraite anticipée de son poste de chancelier de l'université d’York, et doit démissionner de celui de directeur artistique du festival international d'Édimbourg.
La reine attend 1977 pour signifier à son cousin son retour en grâce. Il est vrai qu'elle n'a guère d'autre choix puisque l'année précédente, en 1976, elle a été contrainte d'accepter le divorce de sa propre sœur, la princesse Margaret. Lord Harewood est invité avec sa seconde femme aux célébrations officielles du jubilé de la reine. À cette occasion, il la reçoit en visite officielle à Harewood House.

## Opéra
Bien que la fortune familiale permette aux comtes de Harewood de vivre comme d'autres grands aristocrates britanniques, sans exercer aucune activité, George Lascelles se consacre professionnellement à la musique et, plus particulièrement, à l'opéra. Il dirige le magazine anglais Opera de 1950 à 1953 puis assure à deux reprises (1951-1953 et 1969-1972) la direction de Covent garden. En 1972, il devient directeur général de l'English National Opera, fonction qu'il occupe jusqu'en 1985 pour présider ensuite son conseil d'administration jusqu'en 1995. Il est également directeur artistique des festivals d'Édimbourg, de Leeds et d'Adélaïde (Australie). Il est gouverneur de la BBC de 1985 à 1987.
Il était un ami et collègue notoire de la défunte diva de l’opéra Maria Callas et apparaît dans le documentaire de 1968 d’EMI The Callas Conversations Vol. I, au cours de laquelle il a longuement interviewé Callas au sujet de sa carrière et de ses idées sur l’opéra.
Sa contribution majeure à l'histoire de l'opéra reste la révision complète du « Kobbé », The Complete Opera Book, qu'il effectue en 1954. La participation de Harewood fait suite à une critique négative du livre qu'il a publiée dans son magazine Opera ; en réponse, l'éditeur lui a proposé de prendre en main l'édition de l'ouvrage. Ce dictionnaire encyclopédique qui recense et détaille près de cinq cents opéras, est réédité ensuite à plusieurs reprises avec la collaboration d'Antony Peattie. Il publie d'autre part la version illustrée de cet ouvrage, le Kobbé's Illustrated Opera Book, en 1989.

## Football
Passionné de football, Harewood est président du Leeds United de 1961 à sa mort et président de la Fédération anglaise de football entre 1963 et 1972.

## Distinctions
En 1986, George Lascelles est élevé à la dignité de commandeur de l’ordre de l'Empire britannique. Il devient membre honoraire de l’ordre de l’Australie en 2010, pour « services rendus aux arts en Australie et la promotion des artistes australiens au Royaume-Uni ».
Durant sa vie, il porte successivement les titres suivants :
- L'Honorable George Lascelles, de sa naissance au 6 octobre 1929
- Le vicomte Lascelles, du 6 octobre 1929 (à l'âge de 6 ans) au 24 mai 1947
- Le Très Honorable comte de Harewood, de 1947 (à l'âge de 24 ans) à sa mort.